# Petrovice u Sušice (hrad)
Petrovice jsou zaniklý hrad, na jehož místě stojí kostel svatého Petra a Pavla, v Petrovicích u Sušice v okrese Klatovy. Kromě části kostelního zdiva se se z něj dochovaly jen drobné terénní relikty staveb. Kostel je od roku 1958 chráněn jako kulturní památka ČR.

## Historie
Hrad stál u obchodní cesty, po které se do Čech dopravovala sůl. První a jediná písemná zmínka o něm pochází z roku 1319, kdy na něm byl zajat Albert ze Schonšteina. Brzy poté zřejmě zanikl, protože jeho kaple se od roku 1363 uvádí jako farní kostel. Později Petrovice a jejich okolí patřily převážně k panství hradu Velhartice.
Tomáš Durdík vyslovil domněnku, že petrovický hrad vznikl v době, kdy bylo Sušicko v roce 1121 dočasně odtrženo jako věno Přemyslovny Svatavy od českého knížectví a patřilo rodu hrabat z Bogenu. Po nich přešlo na Wittelsbachy, kteří jsou možnými zakladateli hradu. Jeho protiváhou snad byl nedaleký královský hrad pod Hrnčířem. Po připojení Sušicka zpět ke koruně v roce 1273 oba hrady postupně zanikly.

## Stavební podoba

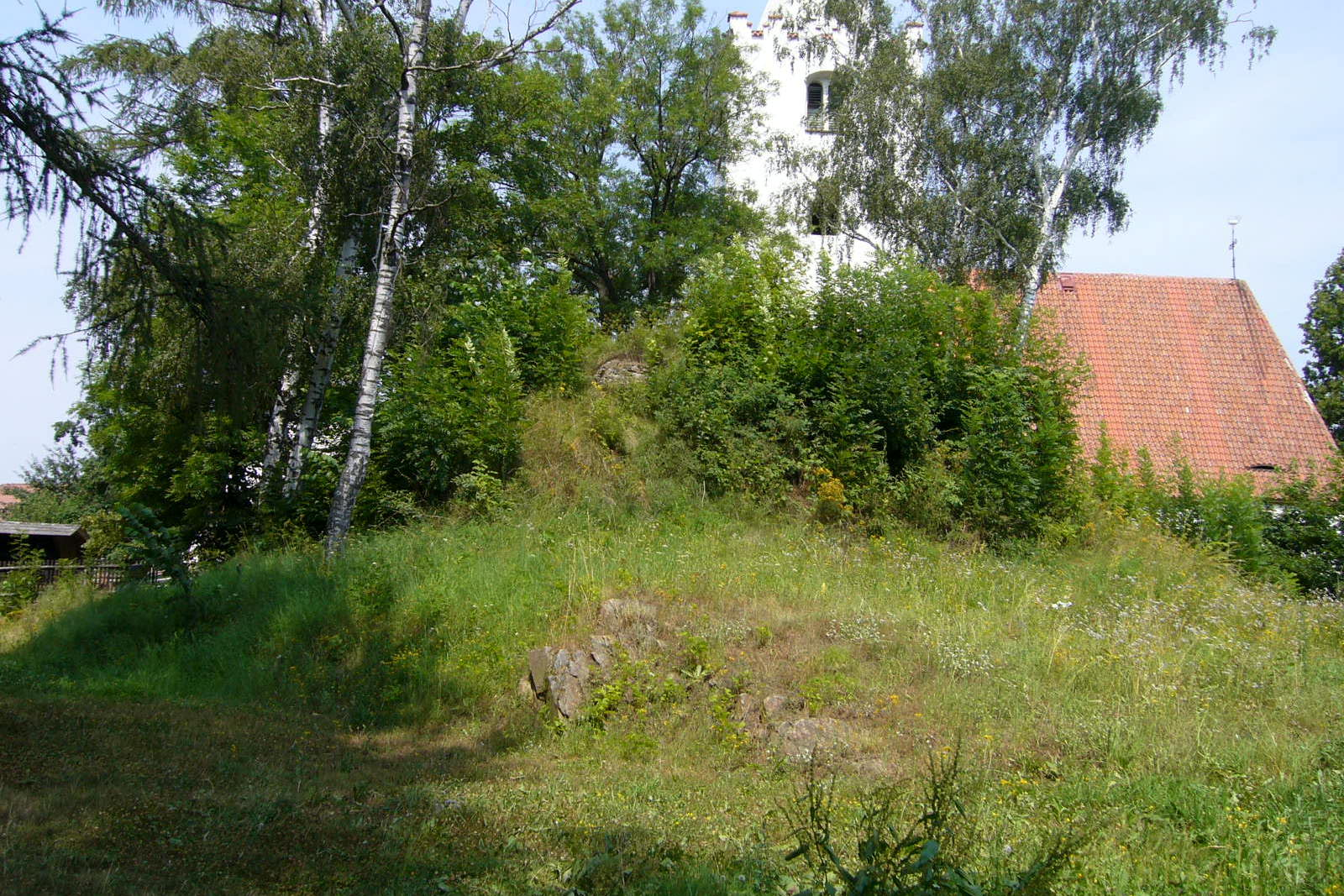
Valovitý útvar v jižní části hradu

Půdorys jednodílného hradu byl oválný. Areál byl protažený přibližně od severu k jihu. V jeho jižní části stávala okrouhlá věž odkrytá v roce 1859 při stavbě vodojemu a na severu hradní kaple. Kostelní věž vznikla současně s lodí, k níž je připojen čtvercový presbytář zaklenutý křížovou klenbou, která byla datovaná do doby okolo poloviny 13. století. Na východní straně se dochoval valovitý pozůstatek obvodové hradby, který směřuje přímo k jednomu z opěráků kostela. Dochovaná gotická hradba okolo kostela je mladšího původu.

## Přístup
Okolí kostela se zbytky hradu se nachází ve středu vesnice a jsou volně přístupné.